# Реннцойг

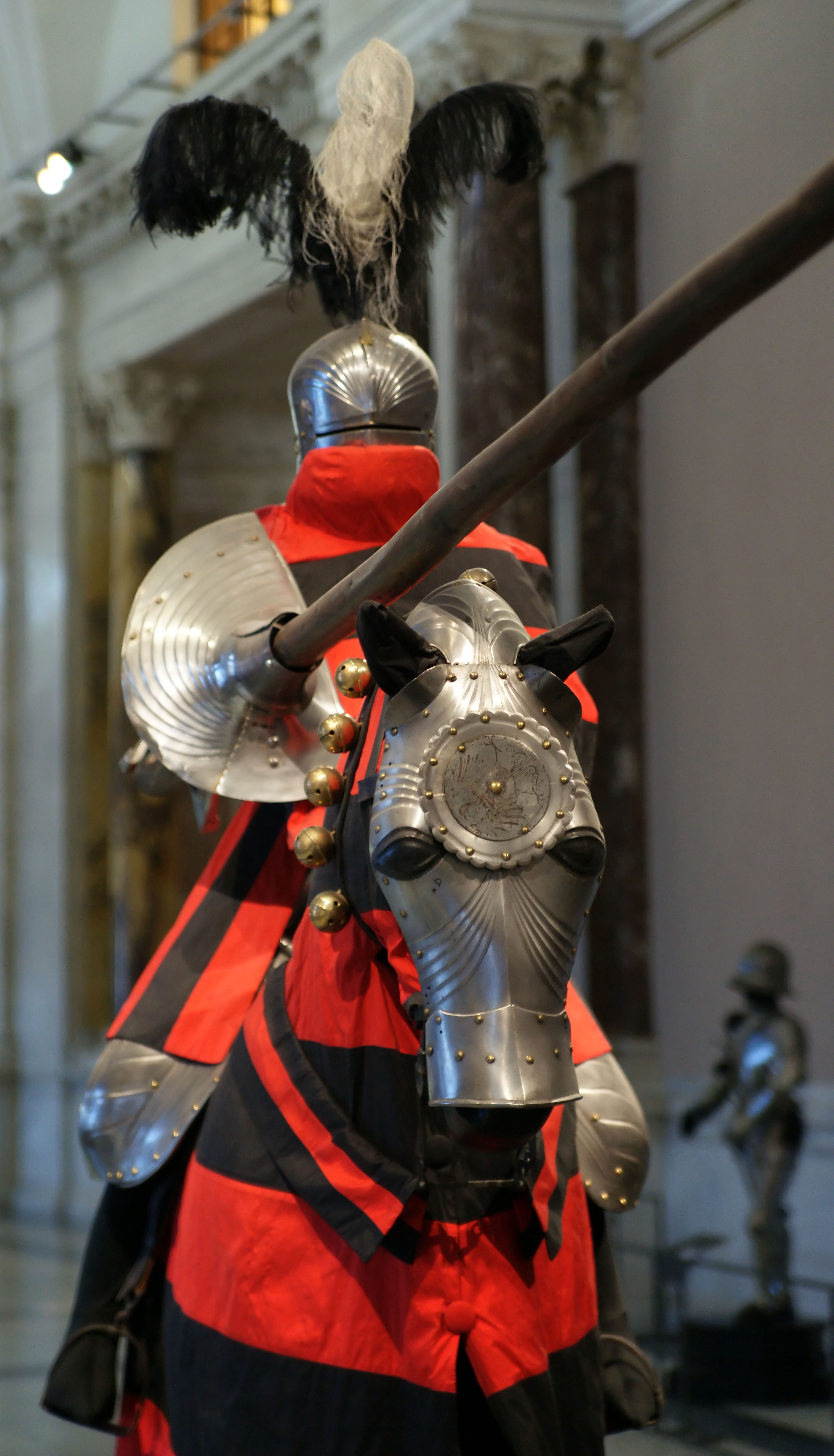
Реннцойг императора Максимилиана I. Инсбрук, кон. XV в.

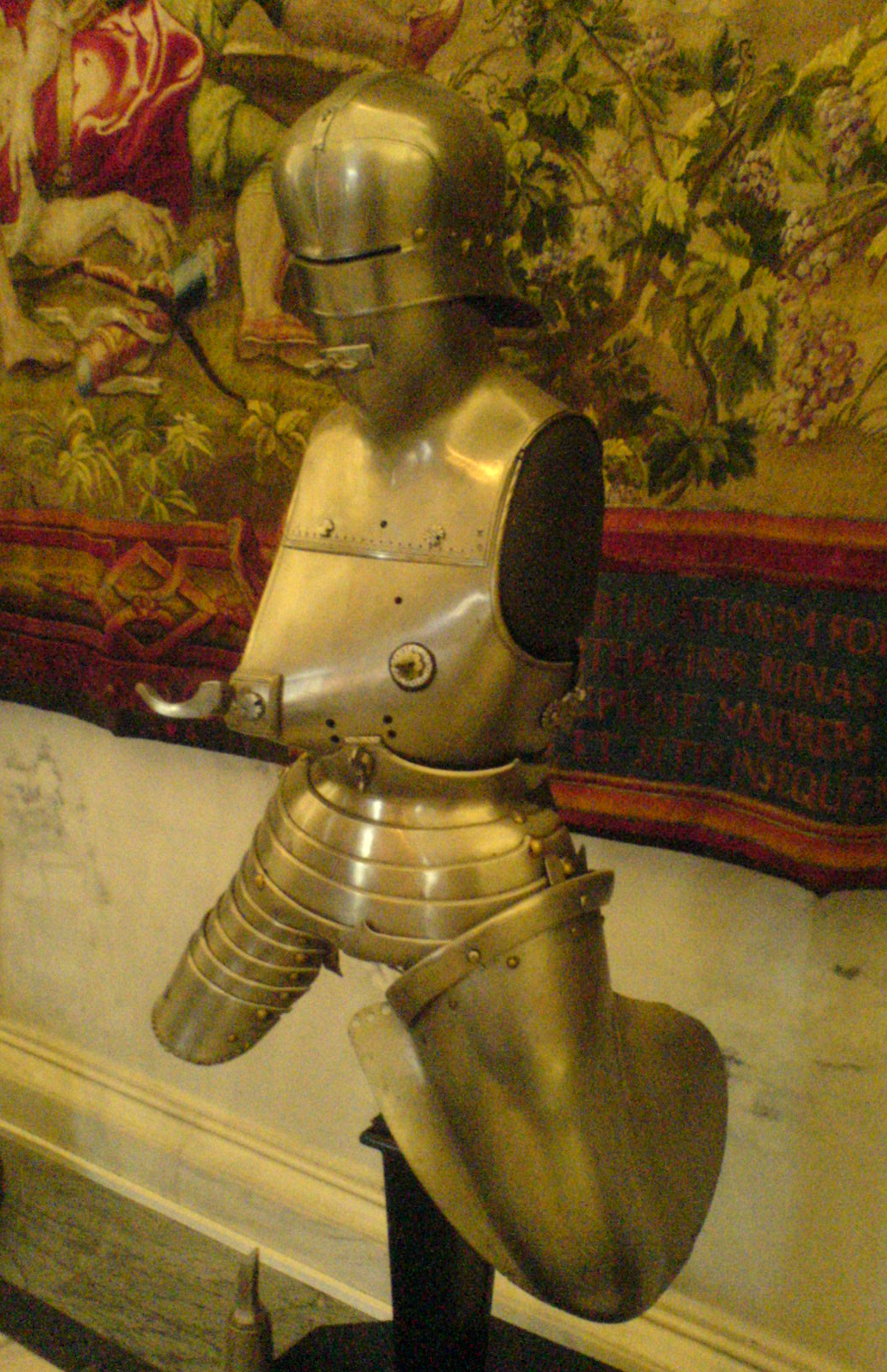
Реннцойг кон. XV в. из Музея королевской охоты и оружия в Хофбурге, Вена

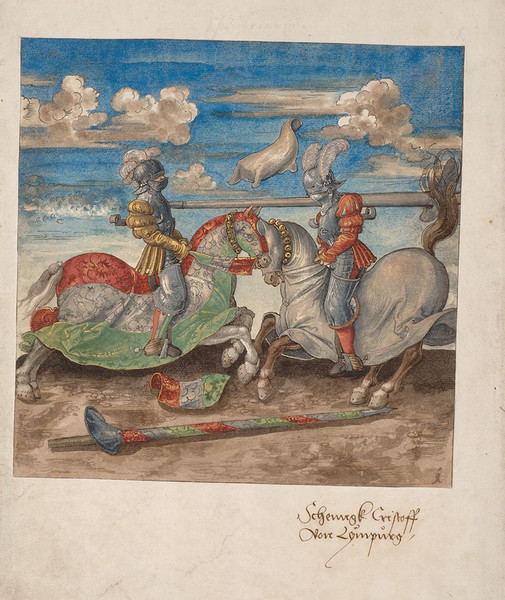
Реннен. Раскрашенная гравюра из турнирной книги императора Максимилиана I «Фрейдаль» (1512)

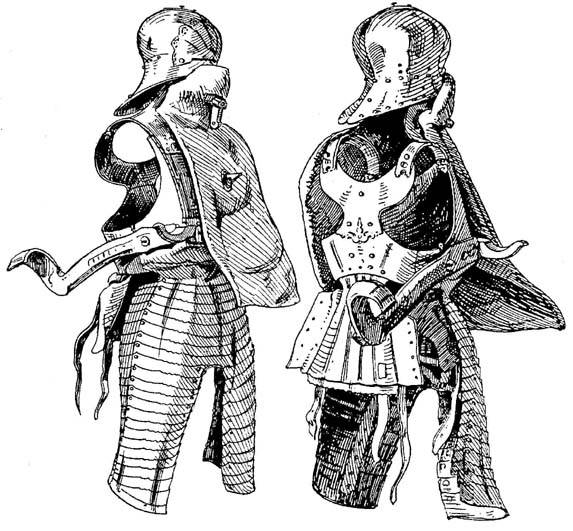
Диаграмма реннцойга. Илл. из «Энциклопедии оружия» Вендалена Бехайма

Реннцойг — турнирный полудоспех XV века для особого конного поединка на турнире — реннена. Изобретателем последнего считают маркграфа Альбрехта-Августа Бранденбургского.
Реннцойг произошел от готического доспеха XV века. Был более лёгким, чем штехцойг — весил приблизительно 25 кг. 
Кираса его, как и у штехцойга, была снабжена копейным крюком и задним кронштейном для копья. К нагруднику её привинчивался металлический подбородник, защищавший нижнюю часть лица, а наспинник был сильно вырезан по бокам и сверху. Таз и бёдра защищали толстые полосы из стали, наручи и поножи обычно отсутствовали.
Под доспех для реннцойга надевался вамс — толстая стеганая ватная куртка с рукавами-буфами на упругой подкладке, отчасти заменявшими наручи. 
Облегчённая кираса не служила защитой от ударов — удар принимал на себя тарч, служивший мишенью для рыцарских копий и повторяющий форму тела и плотно прилегающий к левой стороне груди. Его делали из дерева и обтягивали кожей, оковывая по краям железом, а сверху покрывая тканью с геральдическими рисунками. Для «механического» реннена изготовляли специальные щиты, состоявшие из шести верхних и двух нижних частей. Для выбрасывания такого щита в центре нагрудника кирасы на кожаной подушке, смягчавшей удар, нередко устанавливали пружинный механизм. Он состоял из кнопки и двух толкателей на пружинах. При точном попадании копьем в коническую накладку щита двойной рычаг поворачивался и освобождал оба толкателя: шесть верхних деталей щита отлетали вверх, а две нижние — вперед.
Шлем типа салад изначально не имел забрала, снабжен был только смотровой щелью и крепко прикреплялся к кирасе. В конце XV века салады для реннена начинают оснащать и забралом. Нашлемником обычно служил султан из перьев. Подшлемник был такой же, как у штехцойга, но без зазора между ним и шлемом. В т. н. «механическом» реннене салады снабжались специальными налобными усилениями, крепившимися на пружинах и выбрасывавшимися при ударе копьем. 
Копье, использовавшееся в поединке реннен, было легче, чем применяемое в штехцойге, и имело длину около 3,8 м, диаметр 7 см и вес около 14 кг. Наконечник его имел лишь одно острие, часто притуплённое. Иногда такое копье снабжалось увеличенным стальным нодусом[что?] для защиты правой руки (см. рис. справа), размеры которого могли достигать 31 см.